# 京都高等蚕業学校
| 京都高等蚕業学校 | 京都高等蚕業学校                        |
| ---------------- | --------------------------------------- |
| 創立             | 1914年                                  |
| 所在地           | 京都府葛野郡花園村 （現・京都市右京区） |
| 初代校長         | 川島勝次郎                              |
| 廃止             | 1951年                                  |
| 後身校           | 京都工芸繊維大学                        |
| 同窓会           | 京都工芸繊維大学同窓会                  |

京都高等蚕業学校 （きょうとこうとうさんぎょうがっこう） は、1914年  に設立された旧制専門学校。1931年 に京都高等蚕糸学校、1944年に京都繊維専門学校と改称された。
本項は、改称後の 2校および前身の京都蚕業講習所を含めて記述する。

## 概要
- 1899年設立の農商務省京都蚕業講習所を前身とする。
- 大正時代初期に農商務省から文部省に移管され、京都高等蚕業学校となった （広義の高等農林学校）。
- 1931年、製糸科増設により京都高等蚕糸学校と改称された。
- 第二次世界大戦中に京都繊維専門学校 （京都繊専） と改称された。
- 学制改革で新制京都工芸繊維大学繊維学部 （現・工芸科学部） の母体となった。
- 同窓会は 「衣笠同窓会」 （きぬがさどうそうかい） と称し、旧制・新制 （旧繊維学部） 合同の会となっていたが、2006年の工芸学部・繊維学部統合（工芸科学部発足）に合わせて、京都工芸繊維大学同窓会に統合された[1]。

## 沿革

### 京都蚕業講習所時代
- 1899年3月30日： 官立蚕業講習所官制改正により蚕業講習所増設 （勅令第89号）。
- 1899年6月： 京都蚕業講習所設置公示 （農商務省告示第61号）。
  - 本科 （修業年限2年）・別科 （同5ヶ月）。
- 1901年： 技師 石渡繁胤 （のち所長）、カイコ卒倒病菌発見。
  - 1915年、エルンスト・ベルリナー (Ernst Berliner) によってバチルス・チューリンゲンシスと正式命名。
- 1902年： 養蚕講習科設置 （本科2年・別科6ヶ月に変更）。
  - 製糸講習科も設置されたが、実際には開講されず。
- 1905年： 本科3年制に変更。
  - 入学資格： 満17歳以上・中学校卒業程度 （旧制専門学校と同じ）。
- 1906年： 校友会誌 『衣笠蚕友会報』 創刊。
  - 1921年、『衣笠蚕報』 と改題。1940年、廃刊。
- 1908年： 女子部を設置 （2年制）。
- 1913年6月13日： 農商務省から文部省に移管。

### 京都高等蚕業学校時代
- 1914年4月1日： 京都高等蚕業学校と改称 （3月31日勅令第44号で文部省直轄諸学校官制改正）。
  - 本科 （修業年限3年）・別科 （同6ヶ月）。
- 1914年7月： 第1回卒業。
  - 京都蚕業講習所時代の入学者。
- 1915年4月： 女子部廃止。
- 1920年： 本科に蚕種科を増設。従来の本科を養蚕科と改称。
  - 別科1年制に延長。
  - この年の春から、BM祭 （家蚕 [学名 Bombyx mori] の慰霊祭） を挙行。
- 1921年3月： 校歌制定。『黄塵跡をとどめざる』 （作詞者不詳、弘田龍太郎 作曲）
  - 作詞者は櫛淵真澄説も。
- 1923年4月： 嵯峨桑園を設置 （葛野郡嵯峨村、現・右京区嵯峨一本木町）。
- 1924年： 別科を養蚕実科と改称。
- 1931年2月： 本科に製糸科を増設。

### 京都高等蚕糸学校時代
- 1931年3月： 京都高等蚕糸学校と改称。
  - 本科学科： 養蚕科・蚕種科・製糸科。
- 1934年9月： 室戸台風で生物実験室半壊。
- 1937年6月： 製糸教婦科を設置 （修業年限2年）。
- 1942年4月： 本科に繊維化学科を増設。

### 京都繊維専門学校時代
- 1944年4月1日： 京都繊維専門学校と改称。
  - 本科学科： 蚕糸科 （養蚕専攻・製糸専攻）・繊維化学科・繊維農業科 （新設）・紡織科 （福井高工から移管）。
  - 嵯峨桑園を嵯峨農場と改称。
- 1945年： 製糸教婦科、1年制に短縮。
- 1946年4月： 蚕糸科を分科、養蚕科・製糸科を設置。
- 1947年： 紡績実習工場完成。
- 1948年3月： 製糸教婦科、廃止。
- 1948年7月： 京都工専と合同で 「京都工芸繊維大学」 設置認可申請。
- 1949年5月31日： 新制京都工芸繊維大学発足。
  - 旧制京都繊維専門学校は、繊維学部 （養蚕学科・製糸紡績学科・繊維化学科） の母体として包括された。
  - 大学本部は工芸学部 （旧京都工専、左京区松ヶ崎） と繊維学部の中間地点、旧生糸検査所 （上京区一条御前通東入） に設置。
- 1951年3月： 京都繊維専門学校、廃止。

## 歴代校長
京都蚕業講習所
- 所長： 松永伍作 （1899年4月 - 1908年4月）
- 所長： 石渡繁胤 （1908年4月 - 1911年6月）
- 所長心得： 川島勝次郎 （1911年6月 - 1912年5月）
- 所長： 川島勝次郎 （1912年5月 - 1914年3月）

京都高等蚕業学校・京都高等蚕糸学校・京都繊維専門学校
- 校長： 川島勝次郎 （1914年4月16日 - 1921年8月）
- 校長： 山田登代太郎 （1921年8月 - 1932年4月）
- 校長： 村松舜祐 （1932年4月 - 1945年11月24日[2]）
- 校長： 岡村精次 （1945年11月24日[2] - 1951年3月）
  - 前・盛岡農専校長。新制京都工芸繊維大学繊維学部 初代学部長

## 出身者
- 足立実（政治家、鳥取県境港市長（初代））
- 小川喜一（内務官僚、栃木県知事）

## 校地
前身の京都蚕業講習所から引き継いだ、葛野郡衣笠村大字大将軍 （現・京都市北区大将軍坂田町） から花園村 （現・京都市右京区花園鷹司町） にかけての校地を使用した。衣笠校地は後身の京都高等蚕糸学校・京都繊維専門学校・京都工芸繊維大学繊維学部に引き継がれ、1968年7月に京都市左京区松ヶ崎 （工芸学部（旧京都工業専門学校）校地） に統合移転するまで使用された。現在、旧衣笠校地は花園団地となっており、その東北隅（1号棟の東北方面）に、1978年3月、京都工芸繊維大学衣笠同窓会によって「京都工芸繊維大学繊維学部発祥之地」の石碑が建立された。

## 参考書籍
- 京都工芸繊維大学開学100周年・大学創立50周年事業マスタープラン委員会記念誌刊行専門部会（編） 『京都工芸繊維大学百年史』 京都工芸繊維大学百周年事業委員会、2001年3月。
  - 『京都工芸繊維大学繊維学部七十年史』 （京都工芸繊維大学、1971年） が多くの箇所で参照されている。